# Semaeopus fassli
Semaeopus fassli är en fjärilsart som beskrevs av Louis Beethoven Prout 1938. Semaeopus fassli ingår i släktet Semaeopus och familjen mätare. Inga underarter finns listade i Catalogue of Life.